# Adesmia schneideri
Adesmia schneideri är en ärtväxtart som beskrevs av Rodolfo Amando Philippi. Adesmia schneideri ingår i släktet Adesmia och familjen ärtväxter. Inga underarter finns listade i Catalogue of Life.